# T.N.T. (album)
A T.N.T. az ausztrál AC/DC együttes második albuma, amely 1975-ben, kizárólag Ausztráliában és Új-Zélandon jelent meg. A dalokat az első albumhoz hasonlóan ismét a Vanda/Young producer-páros irányításával vették fel Sydney-ben az Albert Studiosban. A dalokat a két gitáros, Angus Young és Malcolm Young, valamint az énekes Bon Scott szerezték, kivéve a "Can I Sit Next to You Girl?" számot, ami egyedül a Young-fivérek dala. A lemezre felkerült még egy Chuck Berry feldolgozás is.
Az első lemez megjelenése után Phil Rudd dobos és Mark Evans basszusgitáros érkezésével vált stabillá a csapat felállása, amely aztán a T.N.T.-vel együtt három klasszikus AC/DC-albumot készített el a következő években.
A "High Voltage" dal még jóval a nagylemez megjelenése előtt kijött kislemezen, B-oldalán az elsőlemezes "Soul Stripper" című számmal. A következő kislemez, a skótdudás "It’s a Long Way to the Top (If You Wanna Rock'n'Roll)" pedig az LP megjelenésével együtt került az ausztrál rádiókhoz. A következő év tavaszán az album címadó száma is megjelent kislemezen, és egészen az ausztrál slágerlista 2. helyéig jutott.

## Az album dalai
| 1. | It’s a Long Way to the Top (If You Wanna Rock 'n' Roll) | 5:10 |
| 2. | Rock 'n' Roll Singer                                    | 5:00 |
| 3. | The Jack                                                | 5:50 |
| 4. | Live Wire                                               | 5:45 |

| 5. | T.N.T.                                | 3:30 |
| 6. | Rocker                                | 2:57 |
| 7. | Can I Sit Next to You Girl?           | 4:06 |
| 8. | High Voltage                          | 4:18 |
| 9. | School Days (Chuck Berry-feldolgozás) | 5:09 |

## Közreműködtek
- Bon Scott – ének
- Angus Young – szólógitár
- Malcolm Young – ritmusgitár
- Mark Evans – basszusgitár
- Phil Rudd – dob
- George Young – basszusgitár (a High Voltage dalban)

## Nemzetközi megjelenés
1976-ban az első nemzetközi terjesztésben megjelent AC/DC-album a High Voltage címet kapta, habár jobbára T.N.T. album dalaiból állt. Egyedül a "Rocker" és a Chuck Berry-feldolgozás "School Days" maradt le róla, hogy helyet adjanak a szintén High Voltage címen megjelent első ausztrál nagylemezükről a "She's Got Balls" és a "Little Lover" daloknak. A "Rocker" később a Dirty Deeds Done Dirt Cheap album nemzetközi kiadásán jelent meg Ausztrália partjain túl.